# Sommerach (Mainkanal)
Die Sommerach (Oberlauf Rothenbach oder Rotenbach, historischer Oberlauf Ölberggraben, Gießgraben) ist ein ca. 4,5 Kilometer langer linker Zufluss des Mainkanals zwischen Volkach und Gerlachshausen. Vor dem Bau des den alten Sommerach-Unterlauf abtrennenden Kanals wurde der Bach dort an der bebauten Fläche des Dorfes Sommerach vorbeigeführt, das vom Gewässer seinen Namen erhielt. Überreste des ehemaligen Verlaufs sind noch heute erkennbar.

## Name
Der Name Sommerach gehört bereits der ältesten, in Franken verbreiteten Ortsnamenschicht an. So weist die Endung -ach auf die germanische Silbe aha hin, die fließendes Wasser bedeutet. Das Präfix Sommer- für Bach und Dorf wurde wahrscheinlich wegen der Lage am sonnigen Südhang gewählt. Der Münsterschwarzacher Klosterchronist Burkard Bausch leitete im 17. Jahrhundert den Namen ebenfalls von der für den Anbau von Wein günstigen Besonnung ab.
Neuere Vermutungen gehen von einer wendisch-slawischen Herleitung des Gewässernamens aus. Danach läge das in allen slawischen Sprachen vorkommende som oder sum zugrunde. Das Wort beschreibt den Fisch Wels, der in der Vergangenheit in den kleinen Mainzuflüssen vorkam. In Kombination mit dem altgermanischen -aha entstand als wendisch-deutscher Mischname Suma[r]ach, der welsreiche Bach, der sich nach dem gleichnamigen Gewässer auch für die Siedlung etablierte.

## Geographie

### Verlauf
Der Rothenbach (auch Rotenbach) genannte Oberlauf der Sommerach entspringt im Hartwald im Siedlungsdreieck Rimbach–Eichfeld–Volkach auf Rimbacher Gemarkung. Der Bach fließt durchweg in etwa südwestlicher Richtung und wird nach wenigen Metern von einem unbenannten rechten Zufluss gespeist. Der Rothenbach speist den Rothenbachsee (auch Rotenbachsee) und wird anschließend von der Staatsstraße 2260 überbrückt. Dann mündet er nach etwa 1,4 Kilometern in den zum Naturdenkmal erklärten Halbmeilensee. Von links und Osten her wird dieser außerdem vom Halbmeilenbach gespeist.
Anschließend wird der Bach von den Anlagen der Volkacher Mainfranken-Kaserne gesäumt, mit den Schießanlagen der Bundeswehrkaserne linksseits weiter im Osten zu finden, während der größte Teil der Räumlichkeiten sich rechtsseits im Westen anschließt. Der Bach ist die nordwestliche Begrenzung des etwa 242 m ü. NHN hohen Heiligenbergs, von dessen Seite von links danach der Heiligenbach zufließt. Der Rothenbach läuft dann durch das als Ölgrund bezeichnete Tal, in dem bis ins 17. Jahrhundert die Siedlung Ulberg stand. Etwa auf Höhe der Kreisstraße KT 10 fließt dabei von links der Ölberggraben zu.
Durch den Zusammenfluss entsteht die Sommerach, die diesen Namen nun bis zur Mündung trägt. Sie fließt durch Dimbacher Gemarkung, ehe sie, nun bereits auf dem Gemeindegrund von Sommerach, die Kreisstraße KT 57 unterquert, der entlang der Ölberggraben von Osten her zumündet. Wenige Meter vor der Mündung in den Mainkanal zwischen Volkach und Gerlachshausen wird auch die diesem folgende Staatsstraße 2271 über den Bach hinweggeführt. Unmittelbar vor der Mündung in den Kanal speist die Sommerach einen unbenannten See. Bei Flusskilometer 302 erreicht sie schließlich den Kanal.
Vor dem Bau des Mainkanals in den 1950er Jahren floss die Sommerach dann weiter durch Sommeracher Gemarkung. Sie mündete schließlich zwischen Sommerach und Gerlachshausen südlich der heutigen Kreisstraße KT 29 in den Main. Der ehemalige Verlauf ist heute noch durch einen unbenannten Bach nachvollziehbar, der in der Sommeracher Siedlung (Straße am Leitersberg) entspringt. Dieser läuft heute im ehemaligen Bett der Sommerach in entgegengesetzter, also nordöstlicher Richtung, dem Mainkanal zu, in den er bei Mainkilometer 302 mündet.

### Zuflüsse
| Name           | GKZ      | Länge [km] | EZG [km²] | Zuflussrichtung | Mündungsort |
| -------------- | -------- | ---------- | --------- | --------------- | ----------- |
| Halbmeilenbach | 243192?? | ca. 02,1   | ca. 01,8  | links           | Rimbach     |
| Heiligenbach   | 243192?? | ca. 03,1   | ca. 01,7  | links           | Strehlhof   |
| Ölberggraben   | 243192?? | ca. 00,5   | ca. 00,7  | links           | Dimbach     |